# Liste der Erzbischöfe von Mailand

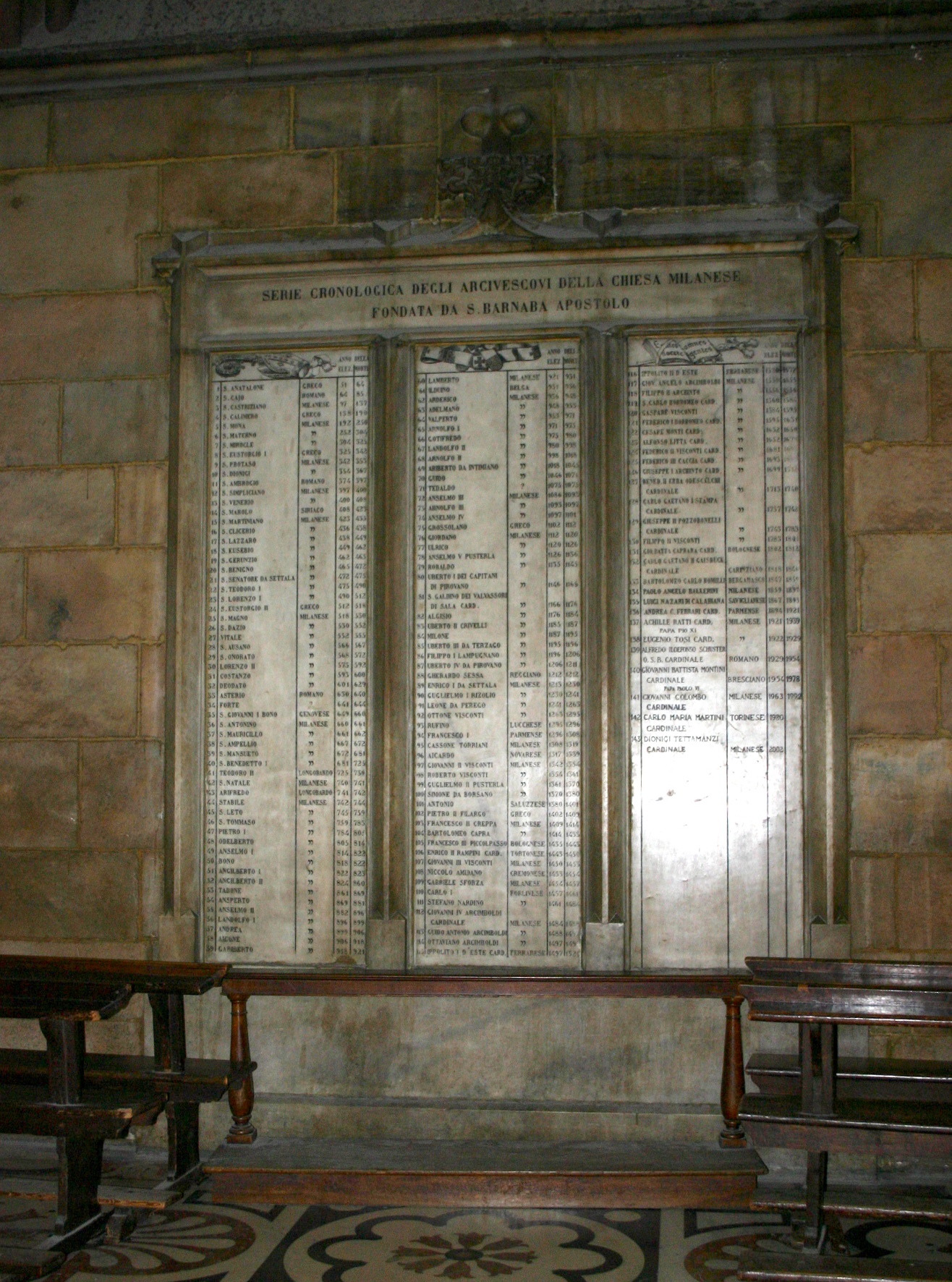
Liste der Erzbischöfe im Mailänder Dom

Die folgenden Personen waren Bischöfe und Erzbischöfe von Mailand:

## Bis 400
- St. Barnabas, 1. Jh.
- St. Anathalon, 1. Jh.[1]
- St. Gaius, 1. Jh.
- St. Castricianus, 2. Jh.
- St. Calimerus, 3. Jh.

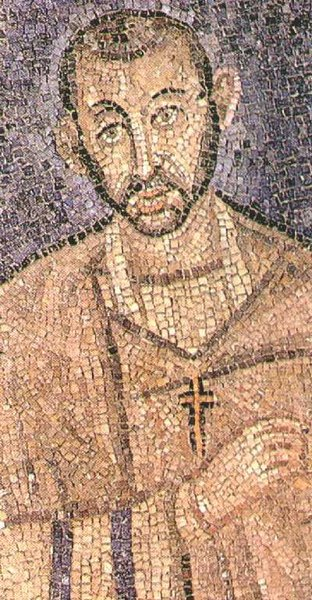
Heiliger Ambrosius

- St. Monas, spätes 3./frühes 4. Jh.
- St. Mirokles, ? – ca. 316
- St. Maternus, ca. 316 bis ca. 328
- St. Protasius, ca. 328 bis ca. 344
- St. Eustorgius, ca. 344 bis ca. 349
- St. Dionysius, ca. 349 bis ca. 360, geht 355 ins Exil.
- Auxentius, 355–374 (arianischer Gegenbischof)
- St. Ambrosius, 374–397
- St. Simplicianus, 397 bis ca. 400

## 400 bis 800
- St. Venerius, ca. 400 bis ca. 408
- St. Marolus, ca. 408 bis ca. 423

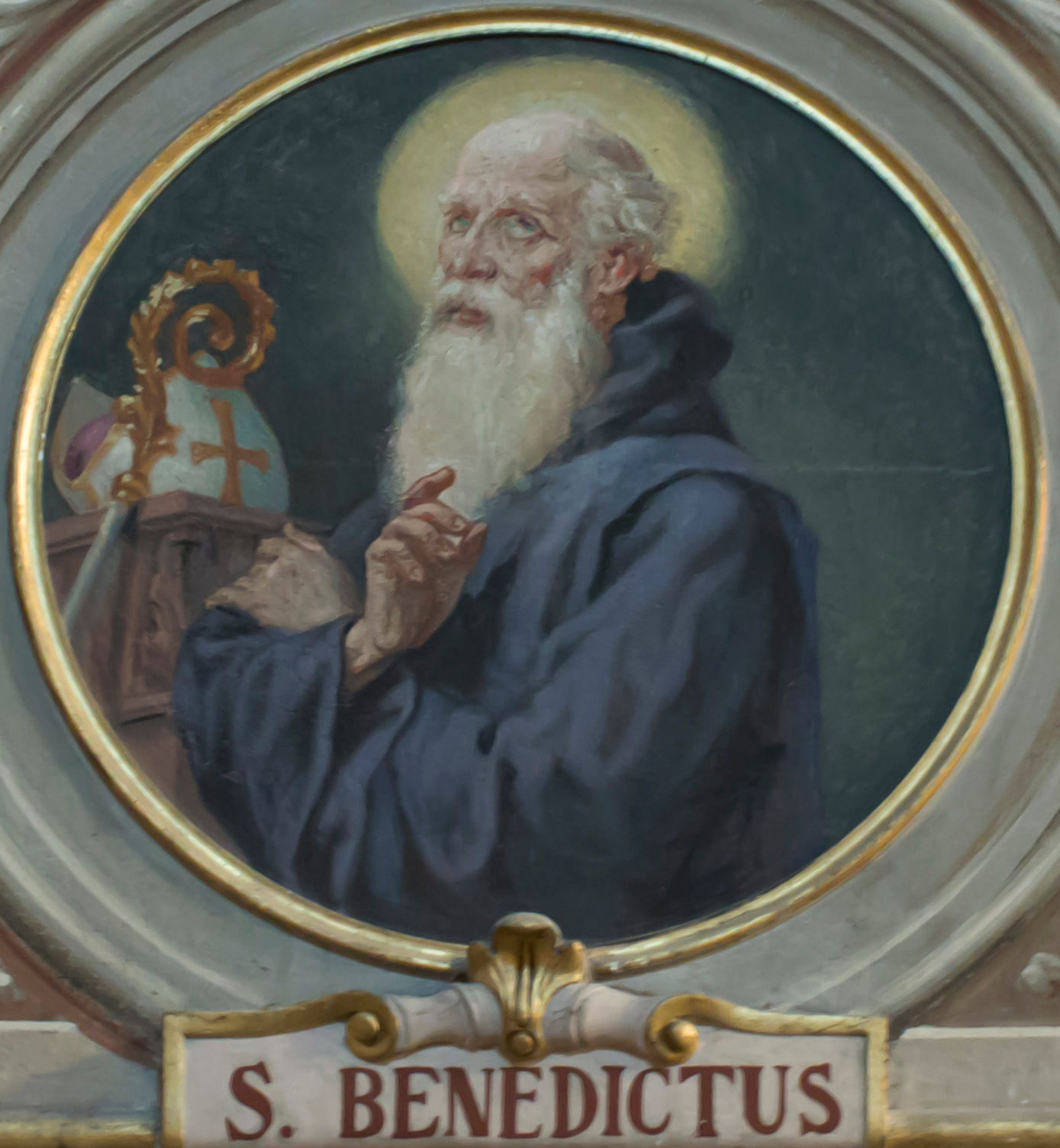
Hl. Benedikt von Mailand

- St. Martinianus, ca. 423 bis ca. 435
- St. Glycerius, 436–438
- St. Lazarus, ca. 440 bis ca. 449
- St. Eusebius, ca. 449 bis ca. 462
- St. Gerontius, ca. 462 bis ca. 465
- St. Benignus Bossius, ca. 465 bis ca. 472
- St. Senator, ca. 472 bis ca. 475
- St. Theodorus I. Medicius, ca. 475 bis ca. 490
- St. Laurentius I., ca. 490 bis ca. 511
- St. Eustorgius II., 512 bis ca. 518
- St. Magnus Trincherius, ca. 518 bis ca. 530
- St. Dacius, ca. 530 bis ca. 552
- St. Vitalis, ca. 552 bis ca. 556
- St. Ausanus, ca. 556 bis ca. 560
- St. Honoratus, ca. 560 bis ca. 571
- Fronto, ca. 571 bis ca. 573
- Laurentius II., ca. 573 bis ca. 593
- Constantius, ca. 593–600
- Adeodatus, 600–628
- Asterius, 629–639
- Fortis, 639–641
- St. Johannes I. Bonus, 641–659 oder 669
- St. Antoninus, 669–671
- St. Mauricilius, 671 (4 Monate)
- St. Ampelius, 672–676
- St. Mansuetus, 676–685
- St. Benedictus I., 685–732
- Theodorus II., 732–746
- Vakanz, 746–750
- St. Natalis, 750–751
- Arifredus, ca. Mitte 8. Jh.
- Stabilis, ca. Mitte 8. Jh.
- Letus Marcellinus, ca. Mitte 8. Jh.
- Thomas, 755 bis ca. 783 (erster Erzbischof)
- Petrus I., ca. 783 bis ca. 803

## 800 bis 1200
- Odelperto, ca. 803 bis ca. 813
- Anselmo I. Biglia, ca. 813–818
- Bono Castiglioni, 818–822
- Angilberto I., 822–823
- Angilberto II. Pusterla, 824–859
- Tadone, 860–868
- Ansbert, 868–881
- Anselmo II. Capra, 882–896
- Landolfo I. Grassi, 896–899
- Andrea da Canciano, 899–906
- Aicone Oldrati, 906–918
- Garimberto di Besana, 918/9–921
- Lamperto, 921–931
- Hilduin, 932–936
- Arderico Cotta, 936–948
- Manasse, 948–962/3
- Adelmanno, 948–953
- Valperto de Medici, 953–970
- Arnolfo I., 970–974
- Gotifredo I., 974–979
- Landolfo II. da Carcano, 980–998
- Arnolfo II. da Arsago, 998–1018
- Aribert von Intimiano, 1018–1045
- Guido da Velate, 1045–1071

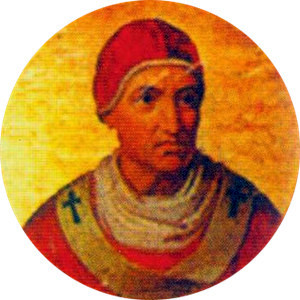
Uberto Crivelli, der spätere Papst Urban III.

- Atto, 1072–1085 (Kandidat der Pataria, nomineller Bischof der Gregorianer, lebte in Rom)
- Gotifredo II., 1067–1075 (kaiserlicher Gegenbischof, regierte effektiv ab 1072)
- Tedald, 1075–1085 (regierender kaiserlicher Erzbischof)
- Anselmo III. da Rho, 1086–1093
- Arnolfo III., 1093–1097
- Anselmo IV. da Bovisio, 1097–1101
- Pietro II. Grosolano, 1102–1112, † 1117
- Giordano da Clivio, 1112–1120
- Olrico da Corte, 1120–1126
- Anselmo V. della Pusterla, 1126–1135
- Robaldo, 1135–1145
- Oberto da Pirovano, 1146–1166
- St. Galdino della Sala, 1166–1176, Kardinal
- Algisio da Pirovano, 1176–1185
- Umberto Crivelli, 1185–1187, Kardinal, der spätere Papst Urban III.
- Milone da Cardano, 1187–1195
- Oberto da Terzago, 1195–1196
- Filippo da Lampugnano, 1196–1206

## 1200 bis 1600

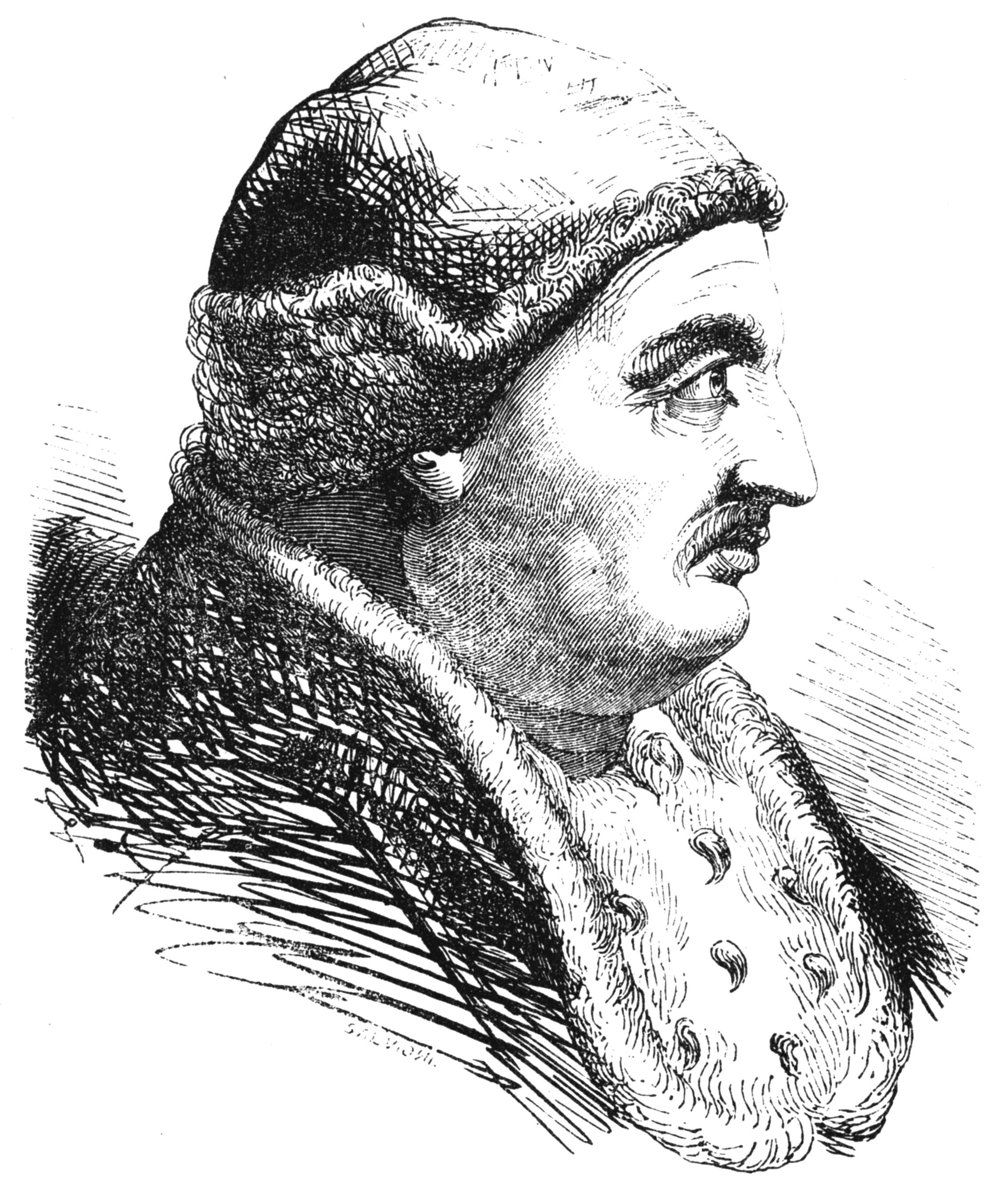
Ottone Visconti

- Uberto da Pirovano, 1206–1211, Kardinal
- Gerardo da Sessa, 1211, Kardinal
- Vakanz
- Enrico da Settala, 1213–1230
- Guglielmo I. da Rizolio, 1230–1241
- Leone da Perego, 1241–1257
- Ottone Visconti, 1262–1295
- Ruffino da Frisseto, 1295–1296
- Francesco da Parma, 1296–1308
- Castone della Torre, 1308–1317, † 1319
- Aicardo Antimiani, 1317–1339
- Vakanz
- Giovanni Visconti I., 1342–1354, Kardinal
- Roberto Visconti, 1354–1361
- Guglielmo da Pusterla, 1361–1369/71
- Simone da Borsano, 1369/71–1376, † 1381, Kardinal
- Antonio de Saluzzo, 1376–1401
- Pietro Filargo da Candia, 1402–1409, Kardinal
- Francesco Creppa, 1409–1414
- Bartolomeo Capra, 1414–1433
- Francesco Piccolpasso, 1435–1443
- Enrico Rampini, 1443–1450, Kardinal
- Giovanni Visconti II., 1450–1453
- Niccolò Amidani, 1453–1454
- Timoteo Maffeo, 1454, † 1470

- Carlo Gabriele Sforza, 1454–1457
- Carlo da Forlì, 1457–1461

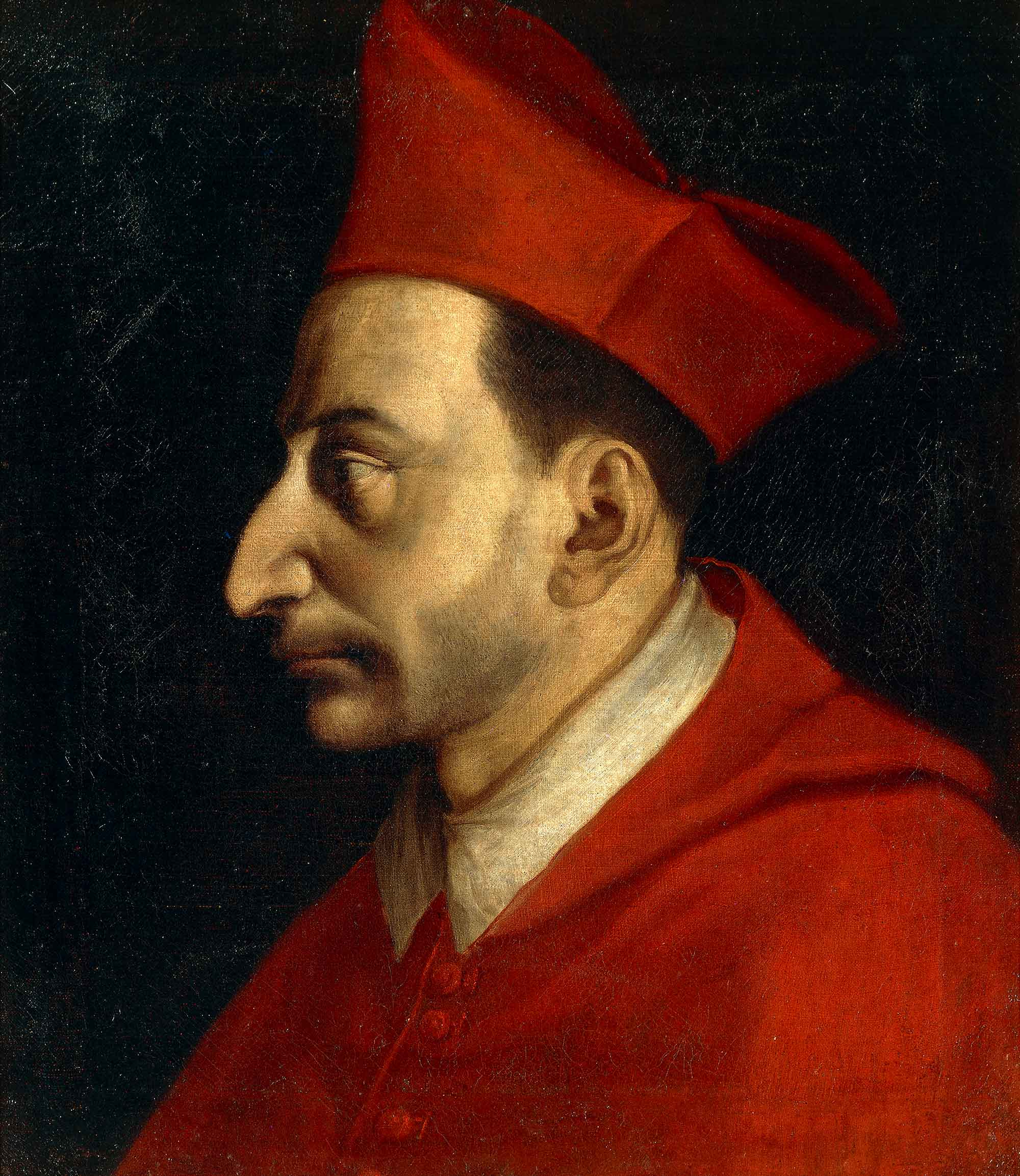
Hl. Carlo Borromeo

- Stefano Nardini, 1461–1484, Kardinal
- Giovanni Arcimboldi, 1484–1488, Kardinal
- Guidantonio Arcimboldi, 1489–1497
- Ippolito I. d’Este, 1497–1520 (Administrator), Kardinal
- Ippolito II. d’Este, 1520–1550 (Administrator), Kardinal
- Giovanni Angelo Arcimboldi, 1550–1555
- Filippo Archinto, 1556–1558
- Ippolito II. d’Este, 1558–1559 (zum 2. Mal), Kardinal
- Giovanni Angelo Medici, 1559–1560, Kardinal, der spätere Papst Pius IV.
- St. Carlo Borromeo, 1560–1584, Kardinal
- Gaspare Visconti, 1584–1595
- Federico Borromeo, 1595–1631, Kardinal

## 1600 bis 2000
- Cesare Monti, 1632–1650, Kardinal

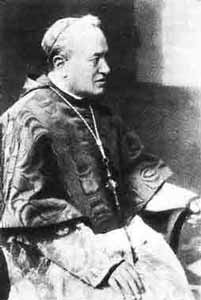
Sel. Andrea Carlo Ferrari

- Alfonso Litta, 1652–1679, Kardinal
- Federico Visconti, 1681–1693, Kardinal
- Federico Caccia, 1693–1699, Kardinal
- Giuseppe Archinto, 1699–1712, Kardinal
- Benedetto Erba Odescalchi, 1712–1737, Kardinal
- Carlo Gaetano Stampa, 1737–1742, Kardinal
- Giuseppe Pozzobonelli, 1743–1783, Kardinal
- Filippo Maria Visconti, 1783–1801
- Giovanni Battista Caprara, 1802–1810, Kardinal
- Vakanz (Administrator: Carlo Sozzi)
- Karl Kajetan von Gaisruck, 1818–1846, Kardinal
- Bartolomeo Carlo Romilli, 1847–1859
- Paolo Angelo Ballerini, 1859–1867
- Luigi Nazari di Calabiana, 1867–1893
- Sel. Andrea Carlo Kardinal Ferrari, 1894–1921
- Achille Kardinal Ratti, 1921–1922, danach Papst Pius XI.
- Eugenio Kardinal Tosi, 1922–1929
- Sel. Alfredo Ildefonso Kardinal Schuster, 1929–1954
- Hl. Giovanni Battista Kardinal Montini, 1954–1963, danach Papst Paul VI.
- Giovanni Kardinal Colombo, 1963–1979
- Carlo Maria Kardinal Martini, 1979–2002

## 2002 bis heute
- Dionigi Kardinal Tettamanzi, 2002–2011
- Angelo Kardinal Scola, 2011–2017
- Mario Delpini, seit 2017